# Palmorchis trilobulata
Palmorchis trilobulata är en orkidéart som beskrevs av Louis Otho Otto Williams. Palmorchis trilobulata ingår i släktet Palmorchis och familjen orkidéer. Inga underarter finns listade i Catalogue of Life.